# 山田勝 (商学者)
山田 勝（やまだ まさる、1942年12月8日 - ）は、日本の商学者。 駒澤大学名誉教授。専門は商業史  
経営史。日本貿易学会常任理事などを歴任。

## 来歴
1967年亜細亜大学商学部商学科卒業。1969年駒澤大学大学院商学研究科修士課程修了。1972年同大学院商学研究科博士課程単位取得。1974年駒澤大学経営学部専任講師、1978年同助教授、1984年同教授。1990年学生部長（評議員兼務）、1993年同教務部長（評議員兼務）、1995年経営学部学科主任、1997年駒澤大学同窓会東京都支部会長代行、同江戸川区支部参与、1997年経営学部長（理事兼務）、1997年同窓会常任幹事・幹事長。1972年日本貿易学会理事、1976年常任理事、2000年江戸川区情報公開・個人情報保護審査会委員を歴任。2013年3月、定年制により駒澤大学を退職。
著書に「近代イギリス貿易経営史」「商業発展史論」「現代商業の歴史と展開」など。

## 著書
- 国立国会図書館

### 論文
- CiNii